# K.J. Simpson

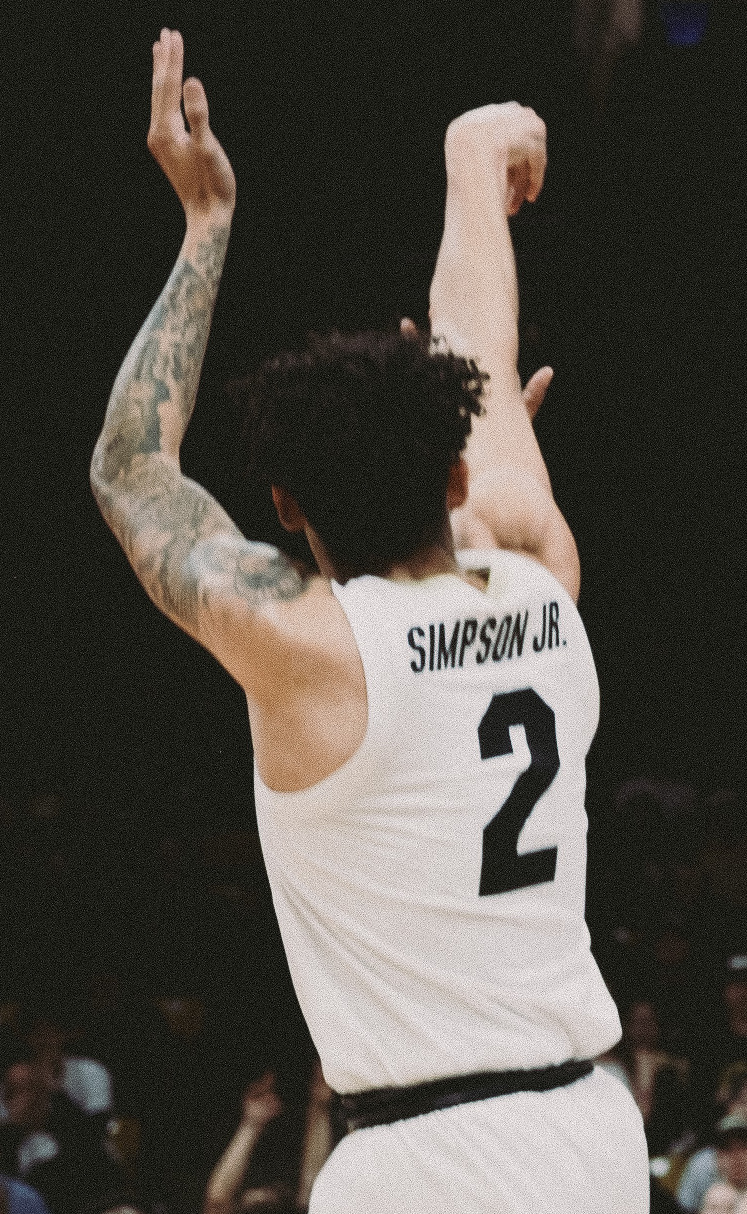
K.J. Simpson, 2024.

Kenneth "K.J." Simpson Jr., född 8 augusti 2002 i Panorama City (Los Angeles) i Kalifornien, är en amerikansk professionell basketspelare (PG) som spelar för Charlotte Hornets i National Basketball Association (NBA).
Han draftades av Charlotte Hornets i andra rundan i 2024 års draft som 42:a spelare totalt.
Innan Miller blev proffs studerade han vid University of Colorado Boulder och spelade för universitetets idrottsförening Colorado Buffaloes.